# Baciami adesso (Mietta)
Baciami adesso è un singolo di Mietta tratto dall'album Con il sole nelle mani, uscito il 29 febbraio 2008.

## Il brano
Baciami adesso è un brano scritto da Daniele Ronda e da Pasquale Panella e presentato al Festival di Sanremo 2008 da Mietta. Nella serata dedicata ai duetti viene riarrangiato a cappella assieme ai Neri per Caso. Dalle sonorità pop-rock e dall'immediata presa, grazie anche alla trascinante e sensuale interpretazione della grande interprete, racconta con dolcezza e malinconia lo slancio emotivo di una donna che invoca le labbra dell'uomo amato per recuperare un rapporto ormai finito. 
Successo del brano
La canzone si piazza all'11º posto nella classifica definitiva del Festival nonostante il 2º posto della giuria demoscopica, e raggiunge la posizione #22 della classifica dei singoli ufficiale FIMI italiana.
Il successo radiofonico e di vendite comunque spinge l'album da cui è tratta, Con il sole nelle mani, al 33º posto nella Chart Album FIMI.

### Il caso
Nel 2010 il brano Calore scritto da Roberto Angelini per Emma viene accusato di plagio per la forte somiglianza con Baciami adesso di Mietta.

## Il video
Il video di Baciami adesso è girato da Gaetano Morbioli a Parigi. Ad effetto cinematografico è il bacio tra Mietta e Vittorio De Franceschi, ex naufrago della quinta edizione de L'isola dei famosi, che si sussegue tra alcuni tra i luoghi più suggestivi della città, dal Moulin Rouge al Pont Neuf, dal Sacro Cuore alla Torre Eiffel.

## Tracce
CDS - Baciami adesso
1. Baciami adesso

Download digitale
1. Baciami adesso

## Versioni successive
Il 14 giugno 2008 viene pubblicata nell'album Liguria dei Buio Pesto una versione in lingua ligure, Baxime nescio, in duetto con Mietta.
Il 26 ottobre 2010 viene pubblicata nell'album Donne dei Neri per Caso la versione a cappella con Mietta.

## Classifiche
| Classifica (2008) | Posizione |
| ----------------- | --------- |
| Italia            | 22        |